# Gud är kärlek, Jesus lever
Gud är kärlek, Jesus lever är en psalm med text och musik skriven 1972 av Gunno Södersten.

## Publicerad i
- Herren Lever 1977 som nummer 901 under rubriken "Fader, Son och Ande - Anden, vår hjälpare och tröst".[2]
- Psalmer och Sånger 1987 som nr 348 under rubriken "Fader, Son och Ande - Treenigheten".[1]